# Aeroportul Internațional Mytilene
Aeroportul Internațional Mytilene (IATA: MJT, ICAO: LGMT) este un aeroport din Mytilene Municipality⁠(d), Lesbos Regional Unit⁠(d), Egeea de Nord, Administrația descentralizată a Mării Egee⁠⁠(d), Grecia ce deservește zona Mytilene. Aeroportul a fost tranzitat în 2022 de 438.928 de pasageri. A fost deschis în 1932 și numit după Odysseas Elytis.
Situat la o altitudine de 18 m, aeroportul dispune de 1 pistă. Este operat de Fraport Greece⁠(d).

## Infrastructură

### Piste
Aeroportul dispune de o singură pistă. Pista are orientarea 14/32.